# Get Rich or Die Tryin’ (альбом)
Get Rich or Die Tryin’ (с англ. — «Разбогатей или умри, пытаясь») — дебютный альбом нью-йоркского рэпера 50 Cent, выпущенный 6 февраля 2003 года на лейблах Aftermath Entertainment и Shady Records. Дистрибьютором альбома стал Interscope Records. Релиз был перенесен на 7 дней раньше заявленного срока из-за появления бутлегов пластинки и утечки в Интернет. Исполнительными продюсерами альбома стали Dr. Dre и Eminem; основными гостевыми участниками, помимо Эминема, стали Ллойд Бэнкс, Young Buck и Tony Yayo.
Альбом дебютировал на первой позиции в американском чарте Billboard 200, продав 872 000 экземпляров на первой неделе. В поддержку альбома было выпущено 4 сингла. К декабрю 2003 года альбом был продан тиражом свыше 6 миллионов экземпляров в США и получил шестикратную «платину» от Американской ассоциации звукозаписывающих компаний (RIAA). 29 февраля 2020 года альбом получил 9-кратную платину от RIAA. На 31-й церемонии премии American Music Awards в 2003 году альбом победил в категории «Лучший рэп/хип-хоп альбом»; а в 2004 был номинирован на «Грэмми» в категории «Лучший рэп-альбом», но уступил Speakerboxxx/The Love Below группы OutKast.

## Предыстория и выход альбома
В 2002 году Эминем услышал микстейп 50 Cent Guess Who’s Back? от распространителя Джексона, который также работал с менеджером Эминема Полом Розенбергом. Впечатлённый микстейпом, Эминем пригласил Кёртиса в Лос-Анджелес, где представил его Dr. Dre. 50 Cent заключил контракт на 1 млн долларов с лейблом Dr. Dre и выпустил свой следующий микстейп No Mercy, No Fear; в него вошла песня «Wanksta», которая сначала попала в саундтрек к фильму «8 Миля», а потом и на сам альбом Get Rich or Die Tryin’. Эминем и Dr. Dre начали работать над дебютным альбомом 50 Cent, они также сотрудничали с Майком Элизондо, Sha Money XL и другими продюсерами.
Музыка песен «Back Down» и «Heat» была написана Dr. Dre и Ракимом первоначально для альбома Oh My God, но из-за творческих разногласий не были записаны.
Ранние версии альбома включены в ограниченное DVD-издание.

## Список композиций
Информация взята из буклета к альбому Get Rich or Die Tryin’. Автором всех песен также является 50 Cent.
| №   | Название                                           | Автор(ы)                         | Продюсер(ы)                                            | Длительность |
| --- | -------------------------------------------------- | -------------------------------- | ------------------------------------------------------ | ------------ |
| 1.  | «Intro»                                            |                                  |                                                        | 0:06         |
| 2.  | «What Up Gangsta»                                  | Р. Тьюлоу                        | Роб «Reef» Тьюлоу                                      | 2:59         |
| 3.  | «Patiently Waiting» (при участии Eminem)           | М. Мэтерс, Л. Ресто, М. Элизондо | Eminem                                                 | 4:48         |
| 4.  | «Many Men (Wish Death)»                            | Д. Бранч Branch, Ресто           | Даррел «Digga» Бранч, Eminem (доп.), Луис Ресто (доп.) | 4:16         |
| 5.  | «In da Club»                                       | А. Янг, Элизондо                 | Dr. Dre, Майк Элизондо(со.)                            | 3:13         |
| 6.  | «High All the Time»                                | Мэтерс, M. Клервуа, Ресто        | DJ Rad, Eminem (со.), Sha Money XL (со.)               | 4:29         |
| 7.  | «Heat»                                             | Янг, Т. Костер, Элизондо         | Dr. Dre                                                | 4:14         |
| 8.  | «If I Can’t»                                       | Янг, Элизондо                    | Dr. Dre, Майк Элизондо (со.)                           | 3:16         |
| 9.  | «Blood Hound» (при участии Young Buck)             | С. Хендерсон, Д. Браун           | Sean Blaze                                             | 4:00         |
| 10. | «Back Down»                                        | Янг, Р. Фимстер, Элизондо        | Dr. Dre                                                | 4:03         |
| 11. | «P.I.M.P.»                                         | Д. Портер                        | Mr. Porter                                             | 4:09         |
| 12. | «Like My Style» (при участии Tony Yayo)            | М. Бернард, Д. Стинсон           | Rockwilder                                             | 3:13         |
| 13. | «Poor Lil Rich»                                    | Клервуа                          | Sha Money XL, Eminem (доп.)                            | 3:19         |
| 14. | «21 Questions» (при участии Nate Dogg)             | К. Ристо                         | Dirty Swift                                            | 3:44         |
| 15. | «Don’t Push Me» (при участии Lloyd Banks и Eminem) | Мэтерс, Ресто, К. Ллойд          | Eminem                                                 | 4:08         |
| 16. | «Gotta Make It to Heaven»                          | Д. Уэсли                         | Megahertz                                              | 4:01         |

| №   | Название             | Автор(ы)              | Продюсер(ы)            | Длительность |
| --- | -------------------- | --------------------- | ---------------------- | ------------ |
| 17. | «Wanksta»            | Д. Фриман, М. Клервуа | Джон «J-Praize» Фриман | 3:39         |
| 18. | «U Not Like Me»      | Э. Телузма            | Red Spyda              | 4:15         |
| 19. | «Life’s on the Line» | Т. Дадли              | Теренс Дадли           | 3:38         |

| №   | Название                                                              | Автор(ы)              | Продюсер(ы)            | Длительность |
| --- | --------------------------------------------------------------------- | --------------------- | ---------------------- | ------------ |
| 17. | «Wanksta»                                                             | Д. Фриман, М. Клервуа | Джон «J-Praize» Фриман | 3:39         |
| 18. | «U Not Like Me»                                                       | Э. Телузма            | Red Spyda              | 4:15         |
| 19. | «Life’s on the Line»                                                  | Т. Дадли              | Теренс Дадли           | 3:38         |
| 20. | «P.I.M.P. (Remix)» (при участии Snoop Dogg, Lloyd Banks и Young Buck) |                       |                        |              |

| №   | Название                                  | Автор(ы)              | Продюсер(ы)            | Длительность |
| --- | ----------------------------------------- | --------------------- | ---------------------- | ------------ |
| 17. | «Wanksta»                                 | Д. Фриман, М. Клервуа | Джон «J-Praize» Фриман | 3:39         |
| 18. | «U Not Like Me»                           | Э. Телузма            | Red Spyda              | 4:15         |
| 19. | «Life's on the Line»                      | Т. Дадли              | Теренс Дадли           | 3:38         |
| 20. | «In Da Club» (инструментальная версия)    |                       |                        |              |
| 21. | «Soldier» (фристайл) (при участии G-Unit) |                       |                        |              |

| №  | Название                | Длительность |
| -- | ----------------------- | ------------ |
| 1. | «In Da Club» (акапелла) |              |

Список композиций, семплы которых были использованы
- «Many Men (Wish Death)»
  - «Out of the Picture» — Tavares
- «21 Questions»
  - «It’s Only Love Doing Its Thing» — Barry White
- «Patiently Waiting»
  - «Gin and Juice» — Snoop Dogg
- «If I Can’t»
  - «Peter Piper» by Run-DMC
- «Poor Lil Rich»
  - «Your Life’s on the Line» — 50 Cent

## Участники записи
Информация подтверждена на Allmusic.
- 50 Cent — исполнительный продюсер
- Justin Bendo — инженер
- Sean Blaze — продюсер, инженер
- Darrell Branch — продюсер
- Tommy Coster — клавишник
- Terence Dudley — продюсер
- Майк Элизондо — бас-гитара, гитара, клавишные, продюсер
- Eminem — продюсер, исполнительный продюсер, микс
- Ron Feemster — Fender Rhodes
- John «J. Praize» Freeman — продюсер
- Marcus Heisser — A&R
- Steven King — продюсер, микс
- Tracy McNew — A&R
- Megahertz — продюсер
- Red Spyda — продюсер
- Luis Resto — клавишник
- Ruben Rivera — клавишник, помощник инженера
- Rockwilder — продюсер
- Tom Rounds — инженер
- Sha Money XL — продюсер, инженер, исполнительный продюсер
- Tracie Spencer — вокал
- Rob Tewlow — продюсер
- Patrick Viala — инженер
- Sacha Waldman — фотограф
- Ted Wohlsen — инженер
- Carlisle Young — инженер, цифровое редактирование